# Jerry Yang
Jerry Yang, tajvansko-ameriški programer, * 6. november 1968, Tajpej, Tajvan. 
Je soustanovitelj in nekdanji izvršni direktor (CEO) podjetja Yahoo!.

## Življenje in delo
Ko je bil star 10 let, se je Yang z mamo in bratom preselil v San Jose, Kalifornija. Njegov oče je umrl, ko je imel Yang dve leti. Angleški jezik je obvladal v le treh letih in se je lahko pridružil sovrstnikom v šoli. 
Po maturi se je vpisal na Univerzo Stanford, v program elektroinženirstva. Med doktorskim študijem je aprila 1994 z Davidom Filom ustanovil spletni imenik, ki se je najprej imenoval Jerry's Guide to the World Wide Web, kasneje pa sta ga preimenovala v Yahoo! Yahoo! je postal zelo popularen, zato sta Yang in Filo ustanovila podjetje Yahoo! Inc. Aprila 1995 sta dokončno opustila študij in se popolnoma posvetila poslovanju.